# クバン川

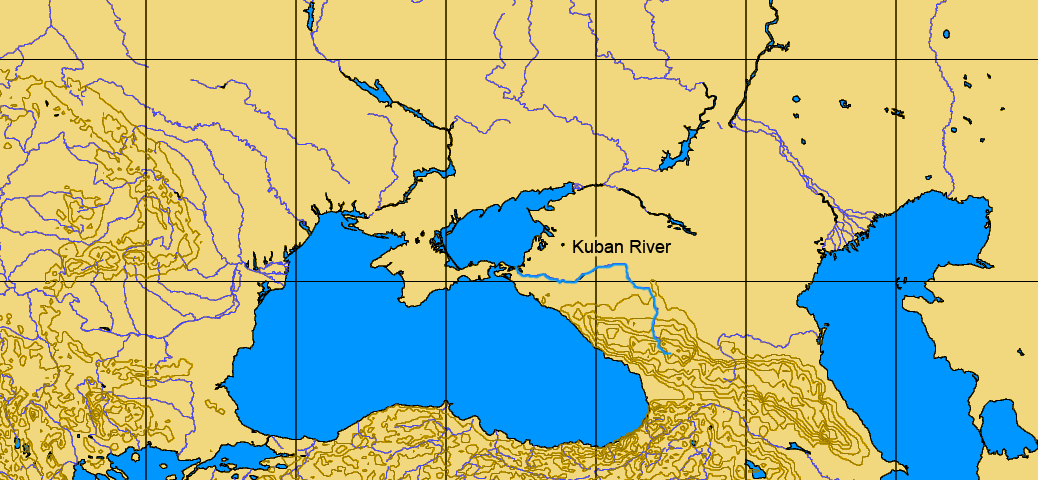
クバン川流路

クバン川。タマン半島北岸のテムリュークでアゾフ海に注ぐ。

クバン川流域

クバン川（クバンがわ、クバーニ川、ロシア語: Кубаньクバーニ、カラチャイ・バルカル語: Къобан、カバルド語: Псыжь、アディゲ語: Псыжъ、アバザ語: Къвбина、ノガイ語: Кобан）は、ロシア、北カフカスを流れる川である。長さ870km、流域面積57,900km2。

## 地理
カフカス山脈のエルブルス山付近に源を発し、北に流れてから西に向きをかえてタマン半島北岸のテムリュークでアゾフ海に注ぐ。川の大部分は航行可能である。流域には、クバン・コサックの根拠地が置かれた。
流域の都市はクラスノダール、チェルケスクなどがある。
流域は、クバン地方、クバーニ（クバン）と呼ばれ、現在のロシアのクラスノダール地方、スタヴロポリ地方、ロストフ州およびアディゲ共和国、カラチャイ・チェルケス共和国などの地域にあたる。
河口部の三角州にあるリマン群は1994年にラムサール条約登録地となった。一帯にはチョウザメ科の魚類が生息している。

## 歴史

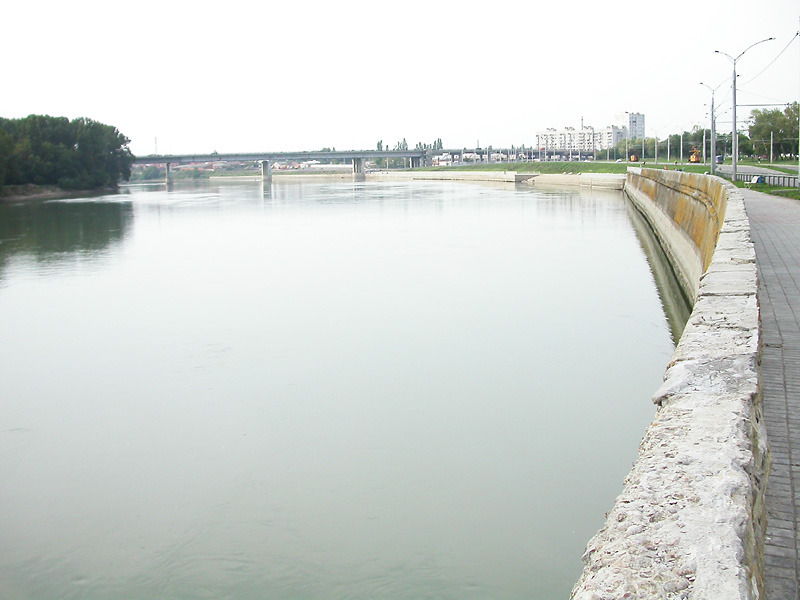
クバン川（クラスノダール）

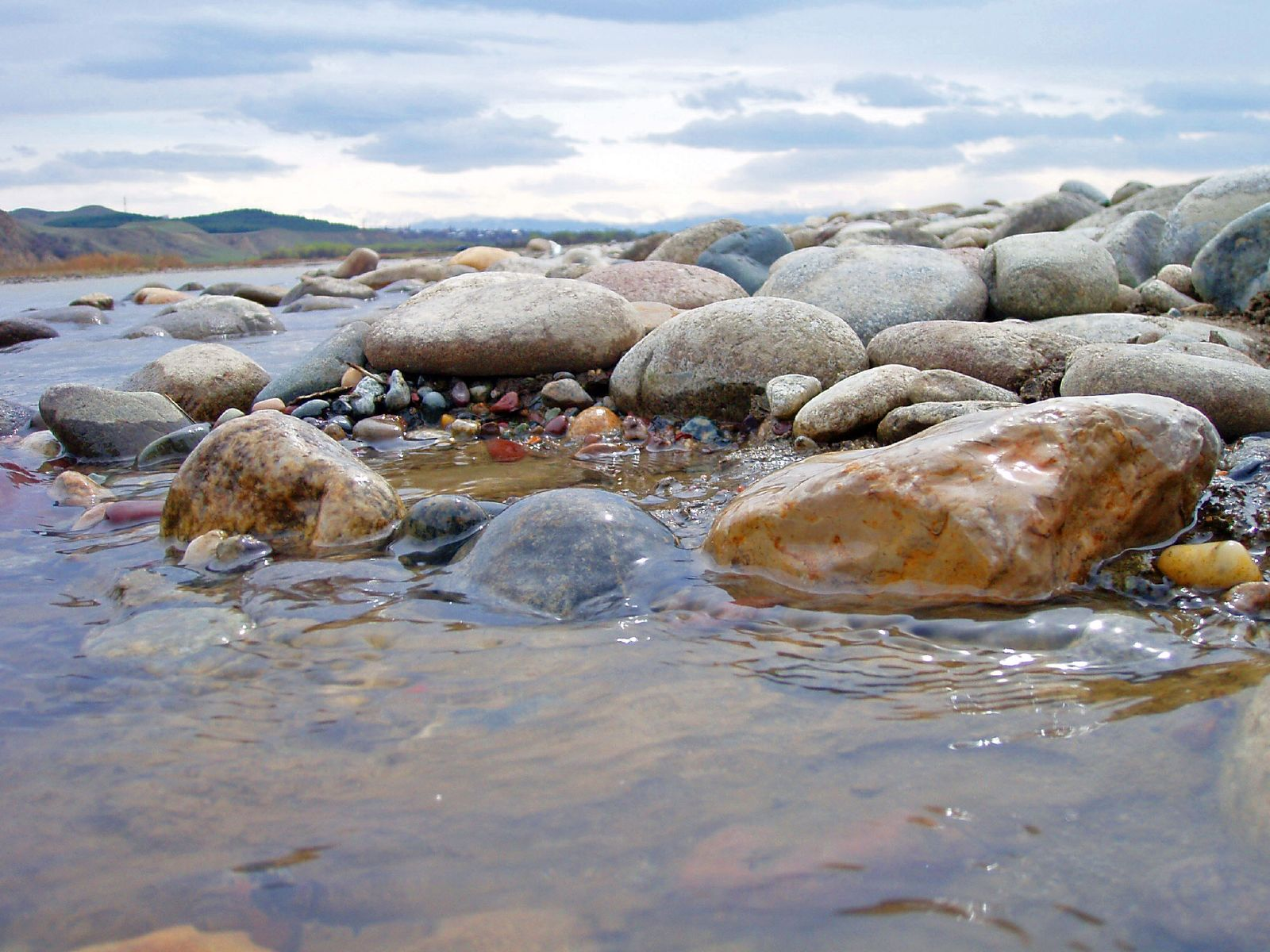
クバン川

1926年、クゥバーニ川流域のウクライナ人は141万2276人、北カフカース全域のウクライナ人は310万7000人だった。スターリンによる農業集団化により飢饉（ホロドモール)の被害が甚大だった。